# Wassily Leontief
Wassily Leontief (San Petersburgo, 5 de agosto de 1906-Nueva York, 5 de febrero de 1999) fue un economista soviético-estadounidense, de origen ruso. En 1973 fue laureado con el Premio del Banco de Suecia en Ciencias Económicas en memoria de Alfred Nobel.

## Biografía
En la Universidad de San Petersburgo (Leningrado), en la que su padre era profesor de economía, estudió filosofía, sociología y economía, carreras que le darían una sólida formación intelectual. Leontief, que había vivido intensamente los comienzos de la Revolución rusa, en 1925 se trasladó a Alemania y se doctoró en la Universidad Humboldt de Berlín en 1928, tras investigar un nuevo método, basado en estudios intersectoriales, para determinar un completo sistema de Economía Nacional.
En 1929, fue nombrado asesor económico del gobierno chino en Nankín y en 1931 se estableció definitivamente en Estados Unidos comenzando sus investigaciones para el National Bureau of Economic Research, en Nueva York. Este mismo año inició sus trabajos en la Universidad Harvard que, además de proporcionarle cuantiosos medios, contaba con un plantel de destacados investigadores al frente de los cuales se encontraba Schumpeter. En 1946 obtuvo la cátedra de economía en la Universidad de Harvard.
En 1973 fue galardonado con el Premio del Banco de Suecia en Ciencias Económicas en memoria de Alfred Nobel por "el desarrollo del método insumo-producto y su aplicación a los más importantes problemas económicos". Su análisis supuso la introducción del álgebra matricial al tratamiento de los problemas del equilibrio general, desarrollando un modelo estático muy operativo para estimar los niveles productivos sectoriales y las relaciones intersectoriales.
De 1948 a 1975 fue director del Proyecto de Investigación Económica de Harvard sobre la Estructura de la Economía Estadounidense.En 1975, Leontienf se trasladó de la Universidad de Harvard a la Universidad de Nueva York y estuvo vinculado a ella hasta su jubilación. En esa ciudad creó el Instituto de Análisis Económico. Tras dejar la docencia se dedicó a la investigación hasta su muerte, el 5 de febrero de 1999 en Nueva York.

## Estudios Económicos
El método input-output representa una aproximación empírica de las interrelaciones existentes entre los distintos sectores en que puede dividirse una economía nacional, tratadas como piezas de un equilibrio general. Leontief se inspiró en el famoso esquema propuesto por el fisiócrata François Quesnay en su Tableau Économique, en el esquema del equilibrio general de Léon Walras, en el análisis de Karl Marx sobre la circulación entre los sectores de la producción y en el método de los Balances de la Planificación Soviética; sobre este último tema publicó en 1925 Die Bilanz der russischen Volkswirtschaft: Eine methodologische Untersuchung.
Terminó los primeros trabajos en 1931, pero continuó desarrollándolos y ampliándolos, y en 1941 publicó sus resultados en The Structure of American Economy. Más tarde, en 1953, formuló el modelo dinámico en Studies on the Structure of American Economy. llegó a incursionar en la interrelación de la estructura económica y el medio ambiente como sectores en su artículo de 1973 Environmental Repercussions and the Economic Structure: An Input-Output Approach: A Reply.
Aunque el método input-output es universal, al principio encontró fuertes oposiciones en el bloque de las doctrinas económicas socialistas, siendo incluso duramente criticado por Stalin y Nikita Jrushchov. Fue necesario que Leontief se trasladase a Moscú y expusiese su método junto con los resultados obtenidos para que fuese admitido sin reservas.
La fase siguiente de su trabajo científico parte de su investigación sobre El futuro de la economía mundial publicada en 1977. Luego, con Faye Duchin estudió el futuro de gasto militar en Military Spending: Facts and Figures, Worldwide Implications and Future Outlook (1983); con J. Koo, S. Nasar and I. Sohn, el futuro de los minerales no combustibles en The Future of Non-Fuel Minerals in the U. S. And World Economy (1983); y otra vez con Duchin, analizó las proyecciones del impacto de la automatización sobre los trabajadores, en The Future Impact of Automation on Workers (1986). Luego vuelve a trabajar sobre el modelo input-output y con Andras Brody publicó en 1993 Money-Flow Computations que perfecciona su modelo al profundizar el análisis de los flujos monetarios.
El año de su fallecimiento (1999), la revista Peace Economics, Peace Science and Public Policy publicó su trabajo Disarmament, Foreign Aid and Economic Growth (Desarme, ayuda externa y crecimiento económico), que recoge investigaciones realizadas entre 1959 y 1969. Fue republicado por Harvard en 2004.

## Obra seleccionada
- 1925: Die Bilanz der russischen Volkswirtschaft: Eine methodologische Untersuchung
- 1941: Structure of the American Economy, 1919-1929
- 1953: Studies in the Structure of the American Economy
- 1966: Input-Output Economics
- 1966: Essays in Economics
- 1977: Essays in Economics, II
- 1977: The Future of the World Economy
- 1983: Military Spending: Facts and Figures, Worldwide Implications and Future Outlook, realitzat amb F. Duchin
- 1983: The Future of Non-Fuel Minerals in the U. S. And World Economy, realitzat amb J. Koo, S. Nasar i I. Sohn
- 1986: The Future Impact of Automation on Workers, realitzat amb F. Dochin